# Spalle al muro (film 1923)
Spalle al muro (Grumpy) è un film muto del 1923 diretto da William C. de Mille. La sceneggiatura e l'adattamento di Clara Beranger si basano sull'omonimo lavoro teatrale di Horace Hodges e Thomas Wigney Percyval andato in scena al Wallack's Theatre di Broadway il 19 o il 24 novembre 1913.
Nel 1930, la Paramount ne fece un remake, sempre con il titolo Grumpy, film che fu diretto da George Cukor e Cyril Gardner. Gardner, nello stesso anno, girò anche la versione spagnola, intitolata Cascarrabias.

## Trama
Andrew Bullivant, soprannominato Grumpy a causa del suo carattere irascibile e scorbutico - è un avvocato ormai in pensione. Suo malgrado, si trova coinvolto nelle indagini per il furto di un prezioso diamante. L'anziano avvocato metterà in campo tutta la sua esperienza per inchiodare Chamberlin Jarvis come il vero ladro della gemma che è stata trasportata dall'ignaro Ernest Heron. Involontaria complice di Jarvis, è stata Virginia Bullivant, la fidanzata di Heron, coinvolta pure lei nella vicenda del furto. Il punto chiave della storia si rivelerà essere una gardenia.

## Produzione
Il film fu prodotto dalla Famous Players-Lasky Corporation.

## Distribuzione
Il copyright del film, richiesto dalla Famous Players-Lasky Corp., fu registrato il 28 marzo 1923 con il numero LP18835.
Negli Stati Uniti, il film - presentato da Adolph Zukor - fu distribuito nelle sale dalla Paramount Pictures l'8 aprile 1923 dopo essere stato presentato in prima a Los Angeles intorno all'11 marzo 1923. Nel 1924, la Paramount British Pictures ne curò la distribuzione nel Regno Unito. In Italia, distribuito dalla Universal con il titolo Spalle al muro, il film ottenne il visto di censura numero 19176.
In Finlandia, il film uscì nel 1925; in Francia, prese il titolo Grand-Papa, in Svezia quello di Ett hjärta av guld.
Dopo essere stato considerato per lungo tempo un film perduto, in Russia è stata ritrovata una copia completa della pellicola che ora si trova conservata negli archivi dalla Gosfilmofond di Mosca.